# Iosif Pop (delegat)
Iosif Pop (n. 2 octombrie 1862, Maramureș, România – d. secolul al XX-lea) a fost un deputat în Marea Adunare Națională de la Alba Iulia, organismul legislativ reprezentativ al „tuturor românilor din Transilvania, Banat și Țara Ungurească”, cel care a adoptat hotărârea privind Unirea Transilvaniei cu România, la 1 decembrie 1918.

## Biografie
Iosif Pop, născut la 2 octombrie 1886 la Săniob, urmează studiile teologice la Budapesta. Anul 1909 este anul în care Iosif trece confesiunea greco-catolică prin îngăduința papală, tot în același an fiind numit drept capelan la Eger.

## Activitatea politică
Iosif Pop este ales ca delegat al Cercului electoral Cojocna pentru Marea Adunare Națională de la 1 decembrie 1918 ținută la Alba Iulia. În anul 1919, Iosif Pop, întors din Budapesta în Sighetul Marmației, este numit deputat în primul Parlament al României Mari ar mai târziu, Octavian Goga îl numește în Minsterul Cultelor unde funcționează din 1921.